# Дхарма
Дга́рма, дха́рма або дга́мма — термін, який використовується в дгармічних релігіях. Слово має багату палітру значень, і залежно від контексту визначення відрізняється. У давній європейській філософії відповідає — лоґосу, а у давньокитайській — дао. Теоретично всі нижче наведені значення походять від санскритського кореня dhṛ, що означає «нести, підтримувати»:
- природне або юридичне право, норма, звичай, обов'язок;
- субстанція, сутність, характеристика, істина, реальність;
- добро, чеснота, праведність, справедливість, заслуга;
- вчення, доктрина, релігія;
- явище, річ, факт свідомості.

У широкому розумінні дгарма відноситься до всіх соціальних, політичних, сімейних, особистих, природних і космічних норм і законів.

## Термін
Термін «дгарма» або «дгарма» походить від санскр. धर्म, трансліт. dharma та транслітерується в українську по-різному, що призводить до варіантів написання. Варіант «дгарма» поширився в українській через російську, де він перейшов з санскриту з деякими змінами. Ці зміни, відображені у написанні, обумовлені транслітерацією з індоарійських мов (санскриту та палі) в російську кирилицю. Зазвичай у російській транслітерації звук «dh» передається як «дх», що і призвело до використання форми «дгарма» українською.
Написання «дгарма» відповідає системі наукової транслітерації санскритських слів, де літера «h» позначає звук, близький до української «г». Тому така форма написання відповідає сучасному правопису української мови. Водночас написання «дгарма» більш поширене і зрозуміле для пересічного читача. Варіант «дгамма» використовується переважно для позначення цього поняття в контексті буддійського вчення та пов'язаний з традицією палійської мови, на якій записані найдавніші буддійські тексти.

### Етимологія
Іменник дгарма походить від слова dhara, яке походить від санскритського dhri, що означає «володіти», «зберігати», «підтримувати», що і собі походить від індоіранського кореня dhar — «пристосовувати, переносити, утримувати», пов'язаного з
- авестійським dar
- грецьким θρόνος /θɾonos/ (трон), θρᾶ-νος /θɾanos/ (транос)
- латинське frēnum («кінська вуздечка, вуздечка») та frētus.
- давньоверхньонімецьке tarni [latens] («прихований, вилучений») та
- церковнослов'янською drъžǫ, drъžati («тримати, володіти»).

Існує припущення, хоча воно залишається непевним, що дгарма етимологічно тотожне латинському firmus (від якого походить англійське «firm» — «твердий»).

## Буддизм
Слово «дгарма» — ключове поняття в буддизмі, що має різні значення.

### Вчення
У сучасному розумінні Дгарма (з великої літери) — це вчення Будди Шак'ямуні та одна з трьох коштовностей (або «трьох скарбів») буддизму. Дгарма — це також буддійський або природний закон, а вчення — це спостереження за тим, як працює світ і розум, яке буддизм ставить собі за мету передати й пояснити.
Дуже часто одне вчення веде до іншого. Наприклад, медитація над вченням про мінливість явищ та їхню взаємозалежність, за якою незабаром слідує інтимне переживання цієї реальності, готує людину до вчення про сутнісну порожнечу (несуттєвість) і дає поштовх до її безпосереднього інтуїтивного осягнення з найвищої перспективи (парамартха).
Дгарма символізує колесо (дгармачакра), а першу проповідь Будди часто порівнюють з першим запуском колеса Закону (Дхаммакаккаппаваттана Сутта), першим поворотом колеса буддійського Закону. У дзен-буддизмі передача вчення Дгарми від вчителя до учня, відома як шихо, засвідчується документом під назвою шишо.

#### Категорії вчень
Що стосується Дгарми, яка належить до вчень Будди, буддійська традиція поділяє ці вчення на «дванадцять категорій»(санскр. द्वादशाङ्ग, трансліт. dvādaśāṅga). Цей поділ, встановлений санскритськими буддійськими джерелами, групує вчення відповідно до їхнього змісту та літературного стилю. На санскриті ці дванадцять елементів називаються вакана або правакана, тобто «слова Будди».
- sūtra: промови; священні писання в прозі
- geya: афоризми у прозі та віршах; священні писання у віршах
- viyākaraṇa: пророцтва; благовіщення
- gāthā: вірші; строфи
- udāna: висловлювання; монологи Просвітленого
- nidāna: рамкові історії; причинно-наслідкові зв'язки
- vaipulya: розгорнуті вчення; сутри Великого Корабля
- jātaka: оповіді про минулі життя; те саме
- adbhuta-dharma: дивовижні події; чудеса
- avadāna: історії, притчі
- itivṛttaka: байки; життєписи
- upadeśa: настанови; трактати

### Дгарми
У множині дгарму також можна розуміти й перекладати як речі, матеріальні об'єкти або ментальні та фізичні явища. Щоб розрізнити ці два основні значення, слово «дгарма», яке розуміється як вчення Будди, часто починається з великої літери. Тому не слід плутати дгарму і дгарми.

### Притулок Дгарми
У буддійських трактатах Дгарма (вчення) є одним з трьох притулків — також відомих як три коштовності або «три скарби»:
«Дар Дгамми перевершує всі дари; смак Дхамми перевершує всі смаки; насолода від Дгамми перевершує всі насолоди».
Прийняти три притулки означає в буддизмі покладатися на силу Будди, Дгарми (сукупності вчень) і Сангхи (сукупності практиків), щоб забезпечити собі звільнення від мук сансари. Це перше зобов'язання, яке слід дати компетентному вчителеві Дгарми, щоб стати справжнім буддистом, гідним звання учня Будди Шак'ямуні.

### Особливий випадок палійського слова дгамма
У коментарях до вчень, написаних на палі, дається два визначення слова дгамма, залежно від кореня, від якого воно походить.

#### Корінь DHṚ: нести, підтримувати
«Ми говоримо про дгамми, бо вони несуть на собі свій відбиток». Дгамма — це будь-який елемент, який можна охарактеризувати. У коментарях їх наведено десять:
- Трипітака
- істина
- самадхі (samâdhi)
- мудрість (paññâ)
- природний стан
- власна природа
- порожнеча
- заслуга
- порушення правила
- те, що треба знати

#### Корінь DHᾹ: розміщувати, встановлювати
«Умова називається дгаммою, тому що вона встановлює те чи інше». Тут пара dhamma — attha представляє умову і наслідок, що випливає з неї. Наприклад
- вираз і його значення;
- шлях і ніббана, що слідує за ним;
- корисні чи згубні стани, а також стани, що випливають з них, або функціональні стани.

## Індуїзм
В індуїзмі це слово має такі значення: універсальний космічний порядок; вічний закон; мораль, обов'язок; чеснота; праведність. Індуїзм називає себе Санатана-Дгарма (सनातन धर्म), «вічний закон».
Брахман (Абсолют) представляється як така, що має вищу силу над собою: «дгарма, [яка] є суверенітетом суверенітету. Тому немає нічого вищого за дгарму». Дгарма — це також «вічна Істина, що панує над світом».
У широкому сенсі цей термін має правовий аспект (див. також індуїстське право). Він стосується законів, що керують світом як на макрокосмічному, так і на мікрокосмічному рівнях. Порушення цих законів спричиняє дисбаланс, який ставить під загрозу космос. Наприклад, індійське суспільство керується законами, які визначають обов'язки кожної людини відповідно до касти. Порушення цих законів, окрім того, що спричиняє дисбаланс у суспільстві, має призвести до дисбалансу і руйнування Всесвіту в цілому.

### Персоніфікація
Дгарма може бути втілена як мудрець (ріші), який уособлює справедливість і природний порядок; кажуть, що він вийшов з правого соска Брахми. Його також порівнюють з Ямою, відповідальним за суд над людьми відповідно до їхніх вчинків. Дружиною Дгарми (або шакті) є Ахімса; таким чином, Дгарма і Ахімса є божественними батьками Господа Вішну: оскільки саме Ахімса дозволяє Дгармі існувати і втілюватися на Землі (без сприяння Ненасильству між істотами Космічний Порядок перебуває в небезпеці; без Ахімси немає Дгарми — і навпаки), і саме для захисту Ахімси Вішну стає аватаром, щоб насаджувати Дгарму, боротися з демонами й знешкоджувати тих, хто її ігнорує або зневажає, а також наблизити кінець «трьох світів».

## Джайнізм
Джайнізм, також відомий як джайністська дгарма (जैन धर्म), використовує слово дгарма у кількох значеннях. Дгарма означає релігію, а також обов'язок. Однак, як субстанція всесвіту або драв'я, дгарма або арупі-аджива належить до адживи: нечуттєвих матерій. Джива — це їхня протилежність: це душі: аджива (тобто «не-джива») включає матерію у всіх її формах: пуджала, а також безформні та беззмістовні «суб'єкти»: кала (час), акаша (простір), дгарма (принцип руху) та адгарма (принцип спокою).

## Сикхізм
Для сикхізму дгарма має два основних значення: релігійне вчення, з одного боку, і щоденна поведінка, з іншого. Інакше кажучи, ми повинні якнайшвидше досягти мокші, звільнення від циклу перероджень, дотримуючись альтруїстичної та духовної поведінки. Сикхізм сповідує, що ми повинні служити Богові та нашим ближнім незалежно від нашого походження, переконань чи статі. Гуру Нанак, засновник сикхізму, писав, навчаючи своїх послідовників: «Ті, хто бажає отримати місце з Богом, повинні присвятити себе служінню людям у цьому світі»; Гуру має на увазі шива, безкорисливе служіння, яке пропагується деякими східними релігіями. У священній книзі сикхів також написано: «Відповідно до власних вчинків, одні наближаються (до божественного), інші віддаляються».